# Erfelijke kanker
Erfelijke kanker is een groepsaanduiding voor vormen van kanker waarin erfelijke eigenschappen een grote rol spelen. Verreweg de meeste vormen van kanker (90-95%) zijn niet erfelijk. Van enkele vormen van kanker is echter bekend dat erfelijkheid er een rol bij speelt. Er zijn bijvoorbeeld enkele vormen van borstkanker en eierstokkanker die sterk erfelijk voorkomen. Het betreft echter maar een klein gedeelte (enkele procenten) van alle gevallen van borstkanker en eierstokkanker.
Ook familiaire adenomateuze polypose, een erfelijke aandoening waarbij zeer veel poliepen in de darm ontstaan waarvan er op een gegeven moment vrijwel altijd één kwaadaardig ontaardt, behoort tot deze groep.
En er is een aantal aandoeningen waarbij een grote kans op kwaadaardige tumoren bestaat, vaak van een specifiek type, die echter vrijwel zonder uitzondering zeldzaam tot zeer zeldzaam zijn: Syndroom van Peutz-Jeghers, syndroom van Li-Fraumeni, Hereditair non-polyposis colorectaal carcinoom (HNPCC), erfelijk melanoom, syndroom van Von Hippel-Lindau, retinoblastoom